# Lenarchus vastus
Lenarchus vastus là một loài Trichoptera trong họ Limnephilidae. Chúng phân bố ở miền Tân bắc.